# Liste des cours d'eau de l'Ukraine
Cet article présente la liste (non exhaustive) des cours d'eau d'Ukraine.
Note : les cours d'eau sont classés d'Est en Ouest (longueur, superficie du bassin versant).
- Berda (125 km ; 1 760 km2)
- (Vistule)
  - San (433 km ; 16 861 km2)
    - Bug (772 km ; 39 420 km2), sous-affluent de la Vistule
      - Poltva

- Danube (2,888 km ; 817 000 km2)
  -     - Ouj (127 km ; 2 750 km2)

  - Prout (953 km ; 27 500 km2)
  - Tcheremoch (167 km ; 2 560 km2)
  - Latorica (188 km ; 3 130 km2)
  - Siret ; (726 km, 44 835 km2)
  - Tisza (965 km ; 157 100 km2)
    - Borjava (106 km)
    - Tereblia (91 km)
    - Latorica ; (188 km, 3 130 km2)
    - Ouj (Transcarpatie) ; (127 km, 2 791 km2)

- Dniestr (1 362 km ; 72 100 km2)
  - Stryï (231 km ; 3 055 km2)
  - Jvantchyk (107 km ; 769 km2)
  - Zbroutch (247 km ; 3 300 km2)
  - Tysmenytsia
    - Seret (242 km ; 3 900 km2)

  - Bystrytsia (183 km ; 2 375 km2)

- Boug méridional (806 km ; 63 700 km2)
  - Inhoul (300 km)
  - Vovk

- Molotchna (197 km ; 3 450 km2)

- Dniepr (2,290 km ; 516 300 km2)
  - Inhoulets (549 km ; 14 870 km2)
  - Bazavlouk (157 km ; 4 200 km2)
    - Kamianka (95 km ; 1 750 km2)

  - Bilozerka
  - Konka (146 km ; 2 580 km2)
  - Samara (320 km ; 22 600 km2)
    - Byk

  - Vorskla (464 km ; 14 700 km2)
  - Psel (717 km ; 22 800 km2)
  - Soula (365 km ; 19 600 km2)
    - Romen (111 km ; 1 645 km2)

  - Soupiy
  - Tiasmyn (164 km ; 4 570 km2)
  - Ros (346 km ; 12 575 km2)
    - Rostavytsia (116 км, 1 465 км2)
    - Kamianka (105 км, 800 км2)

  - Troubij (113 km ; 4 700 km2)
  - Stouhna (68 km)
  - Desna (1 130 km ; 88 900 km2)
    - Oster (199 km ; 2 950 km2)
    - Seïm (748 km ; 27 500 km2)
    - Soudost (208 km ; 5 850 km2)

  - Irpin (162 km)
  - Teteriv (365 km ; 15 100 km2)
  - Pripiat (710 km)
    - Horyn (659 km ; 22 700 km2)
      - Sloutch (451 km ; 13 800 km2)

    - Ouj (256 km ; 8 080 km2)

  - Styr (494 km ; 13 100 km2)

- Mious (258 km ; 1 190 km2)
- Kalmious (209 km ; 5 070 km2)
  - Kaltchyk

- Alma (83 km)
- Salhir (204 km ; 3 750 km2)
- Tchorna
- Uchan-su

- Don
  - Donets (1 053 km ; 98 900 km2) 
    - Bakhmouta 88 km ; 1 680 km2
    - Aïdar 264 km ; 7 420 km2
    - Oudy 136 km
      - Lopan
        - Kharkiv

    - Oskol 177 km
    - Louhan 198 km ; 3 740 km2